# سمنکارع
سمنکارع فرعونی در دودمان سیزدهم مصر بوده است که اطلاعات چندانی از او در دست نیست. نام او در هنگام تولد نبنونی بوده. نام سمنکارع، که نام تاجی او است، «آنکه کای رع را بر پا می‌دارد» معنا می‌دهد.
نام او در فهرست پادشاهان تورین آمده. تنها منبع دیگری از آن زمان که نام سمنکارع در آن دیده می‌شود سنگ یادبودی است که در جبل زیت در مصر یافت شده. احتمال دارد که طول دوران فرمانروایی او - که در دوره دوم میانی مصر قرار داشته - بسیار کم بوده باشد.